# Albert Puig
Albert Puig (Cambrils, 15 april 1968) is een Spaans voetbaltrainer.

## Carrière
Hij heeft als trainer bij diverse Japanse clubs gewerkt zoals Albirex Niigata en FC Tokyo.